# Corriente de resaca

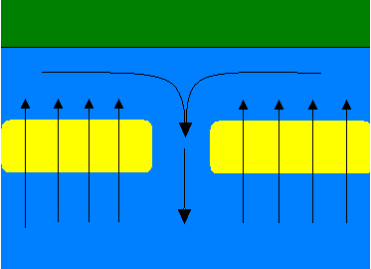
Ejemplo del mecanismo de la corriente de resaca o marea roja: la ola rompiente cruza las barras arenosas frente a la costa. El agua luego vuelve hacia el mar a través de un abertura entre las barras, creando una rápida corriente de resaca.

Una corriente de resaca o corriente de retorno es una fuerte corriente superficial (o casi superficial) de agua, que retrocede desde la costa hacia el mar. Se genera principalmente por la rotura irregular de las olas a lo largo de la cresta, llegando bruscamente a la playa con un índice elevado de energía, desvaneciéndose luego sobre el fondo para, posteriormente, regresar hacia el mar por un canal a través de las olas.
La intensidad de las corrientes de resaca depende de la altura de las olas y de las características topográficas de la orilla, siendo además reforzadas por las corrientes de marea, por lo que se hacen más peligrosas en la bajamar. Estas corrientes pueden ser visibles o no dependiendo de la intensidad de la corriente y del tipo de sedimento que se encuentre en la playa.

## Peligrosidad
El peligro real de las corrientes de resaca no es el ser arrastrado por ellas mar adentro, sino la forma en que la persona reacciona: muchos bañistas entran en pánico y tratan de nadar contra la corriente, cansándose enseguida y hundiéndose. La clave para escapar no es nadar contra ella sino en paralelo a la orilla, escapando de esta forma, ya que la anchura de la zona de resaca no suele ser de mucho más de unos 10 metros.

## Características
Las corrientes de resaca tienen características muy peculiares que pueden ser identificadas mediante la observación cuidadosa desde tierra o más fácilmente desde un punto alto. Estas corrientes tienen el aspecto de "un río que se aleja de la costa"; el color de este río es ligeramente diferente y contiene burbujas; si dentro del mar hay algunos objetos sueltos como ramas o basura estas corrientes rápidamente las atraen y las alejan de la costa. Se pueden identificar cuando hay una zona donde las olas no rompen y están tranquilas. También se pueden identificar cuando hay espuma acercándose a la costa y bancos de arena.

## Recomendaciones para escapar

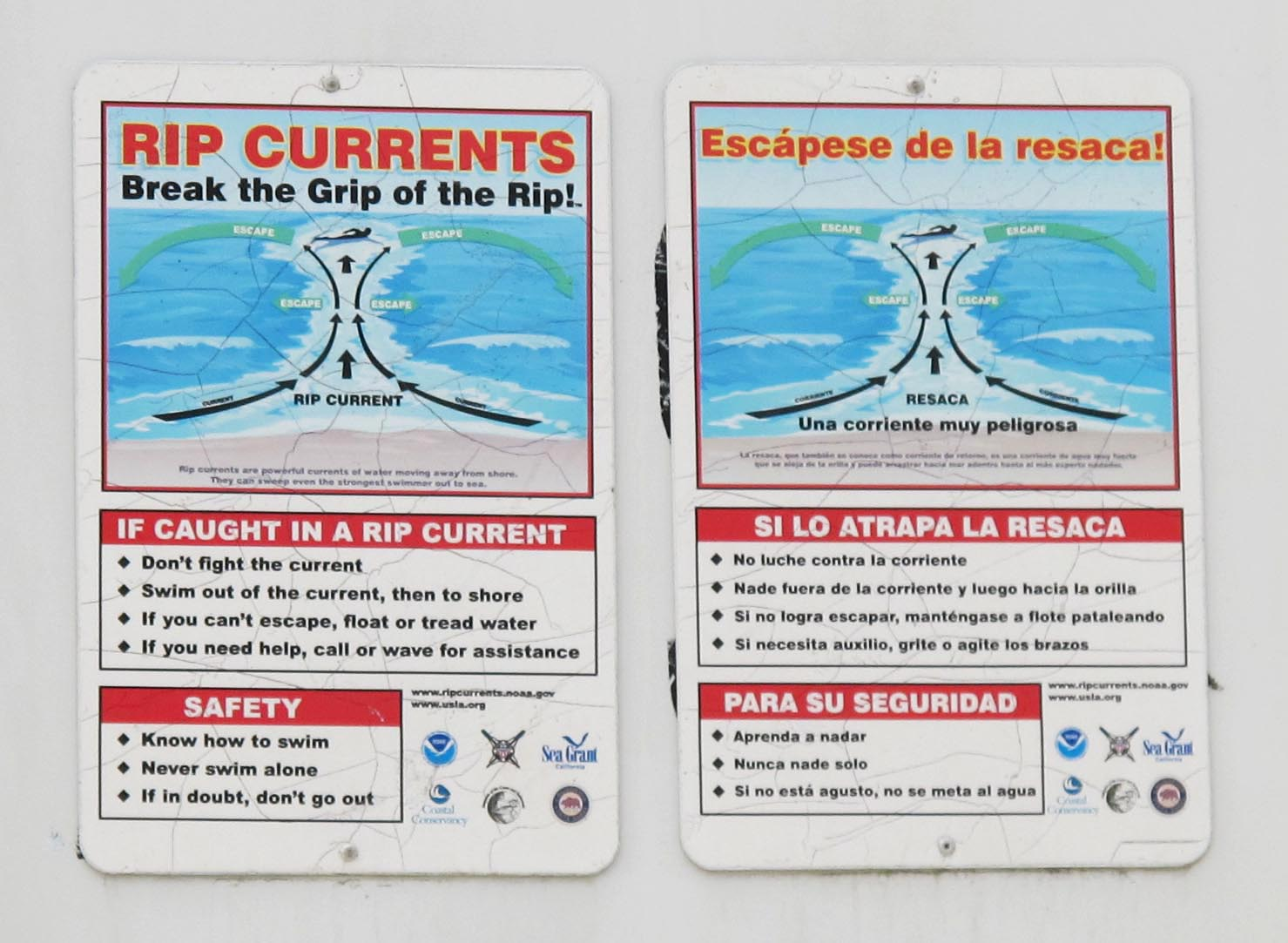
Mensajes de advertencia sobre corrientes de resaca en inglés y español en Mission Beach, San Diego, California

Las recomendaciones generales para escapar de una corriente de resaca se pueden simplificar en los siguientes 4 puntos:
- No luchar contra la corriente: ni siquiera los nadadores y rescatistas expertos son capaces de escapar de una corriente de resaca.
- Nadar en paralelo y luego hacia la orilla. Aun cuando se sienta que se aleja demasiado al nadar horizontalmente, la prioridad es salir de la corriente que se aleja de la costa.
- Si no se logra escapar, mantenerse a flote pataleando: cuanto más se agoten las energías, más probabilidades hay de morir ahogado.
- Buscar auxilio, gritar o agitar los brazos; de esta manera se puede llamar la atención de los rescatistas.

Adicionalmente se recomienda:
- Aprender a reconocer las corrientes de resaca
- Nunca nadar solo o donde no haya rescatistas.
- Nunca dejar a un niño solo en la playa.

Estas recomendaciones se encuentran en la mayoría de los anuncios de peligro en donde las corrientes de resaca son comunes.